# Pieve di Santa Maria a Colonica
La pieve di Santa Maria a Colonica è un edificio religioso che sorge nell'omonima frazione a sud del comune di Prato.

## Storia e descrizione
Risalente alla seconda metà dell'XI secolo, conserva l'originaria facciata basilicale e il regolare paramento in alberese, oltre alla struttura interna a tre navate su pilastri cilindrici, inglobati però negli attuali, della fine del Settecento.
La complessiva trasformazione tardo settecentesca caratterizza gli interni: il controsoffitto della navata centrale e la decorazione a lesene con trabeazione. La struttura più antica conservata nella pieve è un notevole pulpito del XIII secolo (rimontato nell'Ottocento) con intarsi in serpentino e marmo bianco, retto da due colonne con capitelli corinzi. Sulla parete destra sono alcuni affreschi della fine del Quattrocento di Girolamo Ristori, e Santi, frammentari, del tardo Trecento.
Tra i dipinti, è interessante una grande pala con l'Assunzione della Vergine e i Santi Elena, Pietro, Antonio Abate, Macario, Lucia e Giorgio, eseguita intorno tra 1588 e 1590 circa da Simone Ferri e proveniente dalla compagnia di San Macario, una delle sue più importanti opere per il vivace piglio narrativo, la monumentalità delle figure e la combinazione tra accuratezza veronesiana e sprezzatura tintorettesca.
Collegato a sacrestia e canonica è il cinquecentesco Oratorio della Compagnia, dedicato in origine all'Assunta, con alti pancali lignei del XVII secolo e una serie di affreschi con Cristo e i dodici Apostoli (1613) del pratese Giovanni del Grasso.
Nell'abside, alle spalle dell'altare maggiore, racchiuso entro una cassa lignea, si trova l'organo a canne, costruito dai Fratelli Ruffatti nel 1999. Lo strumento è a trasmissione mista, meccanica per i manuali e il pedale, elettrica per i registri.

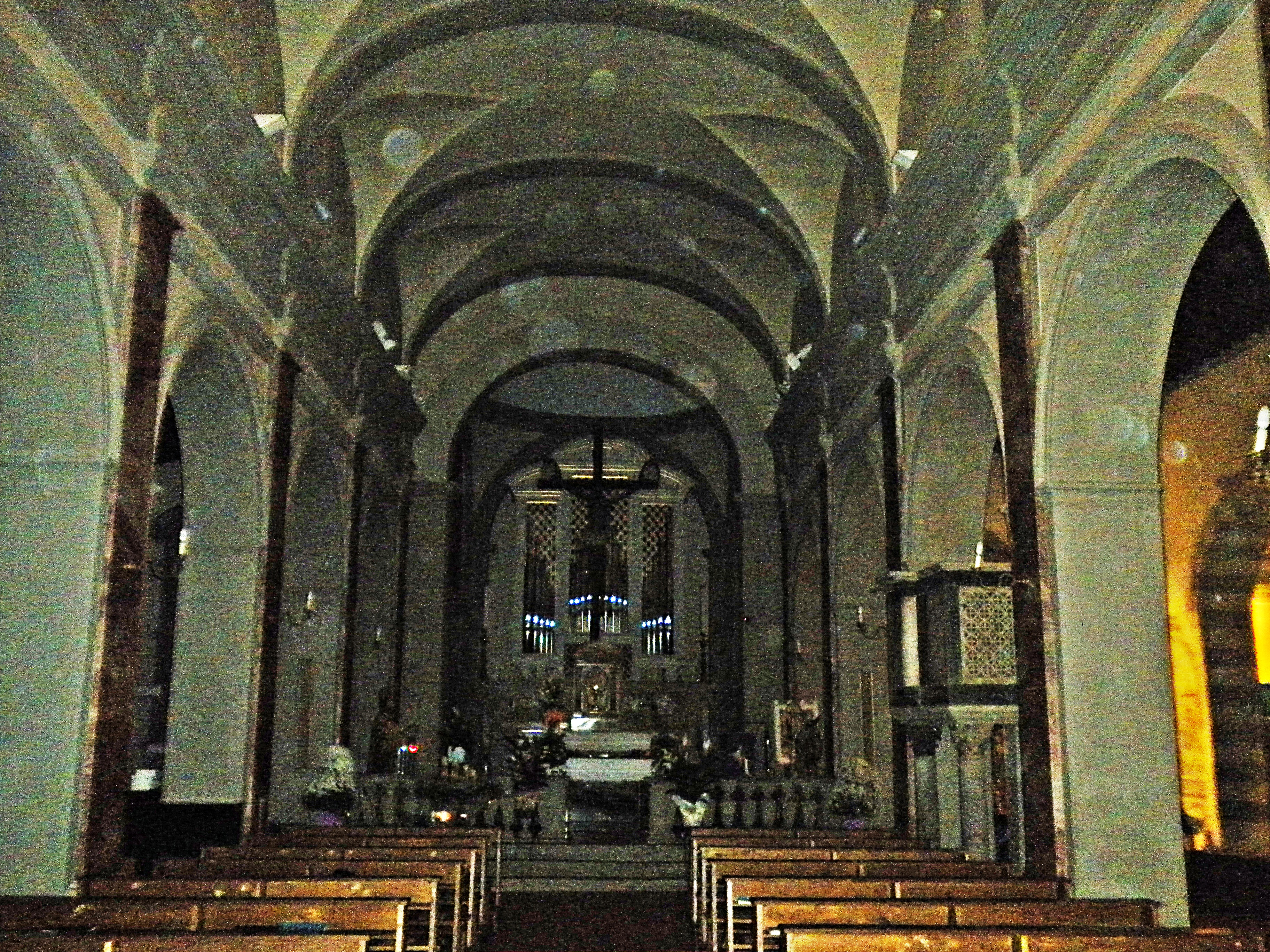
Interno
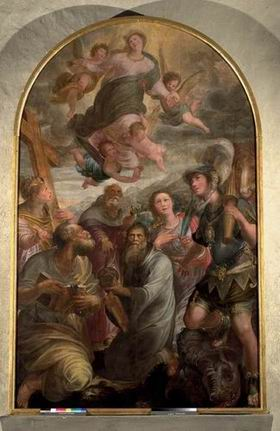
Simone Ferri, Assunzione della Vergine e santi (1588-90)
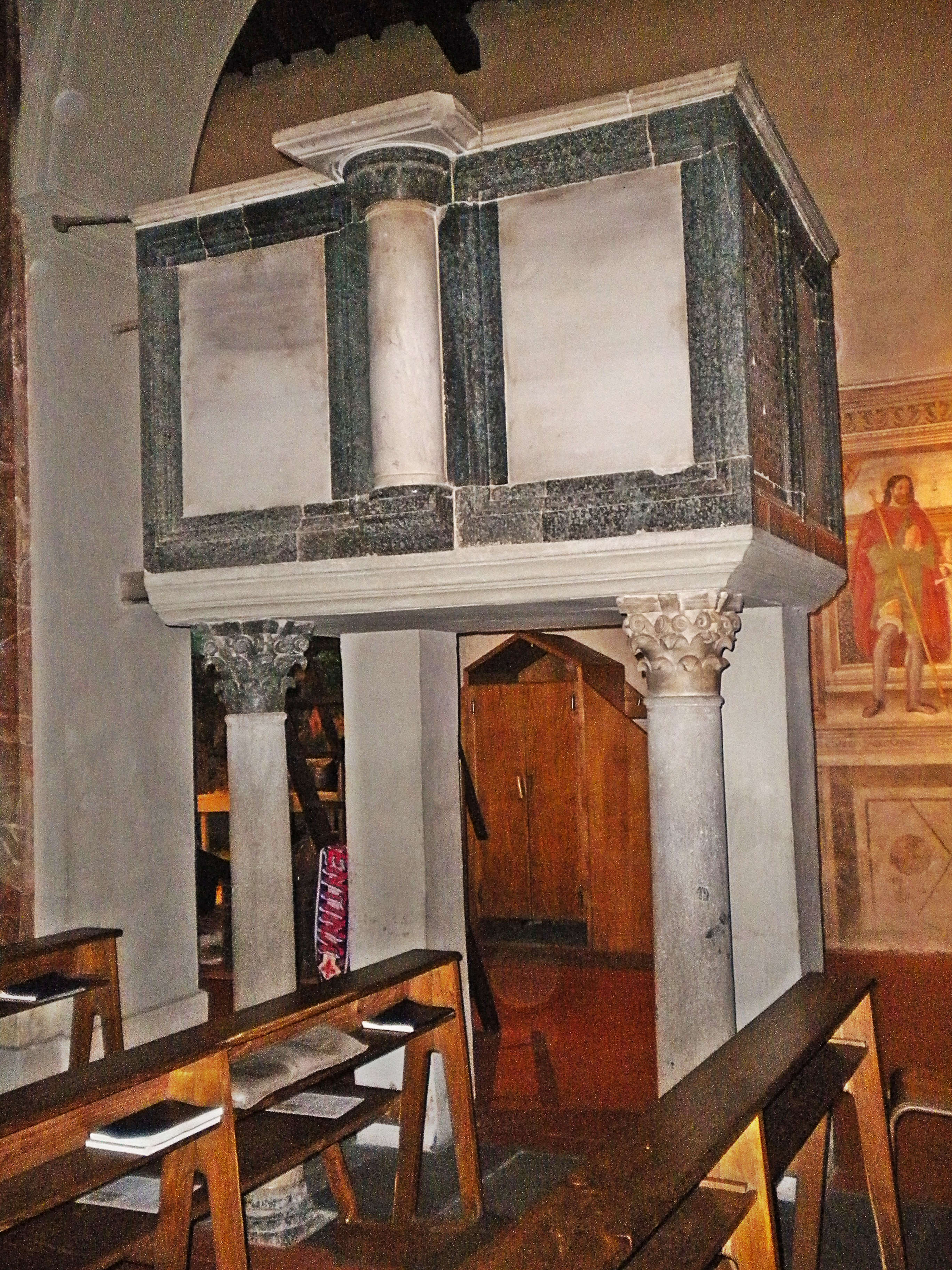
Il pulpito
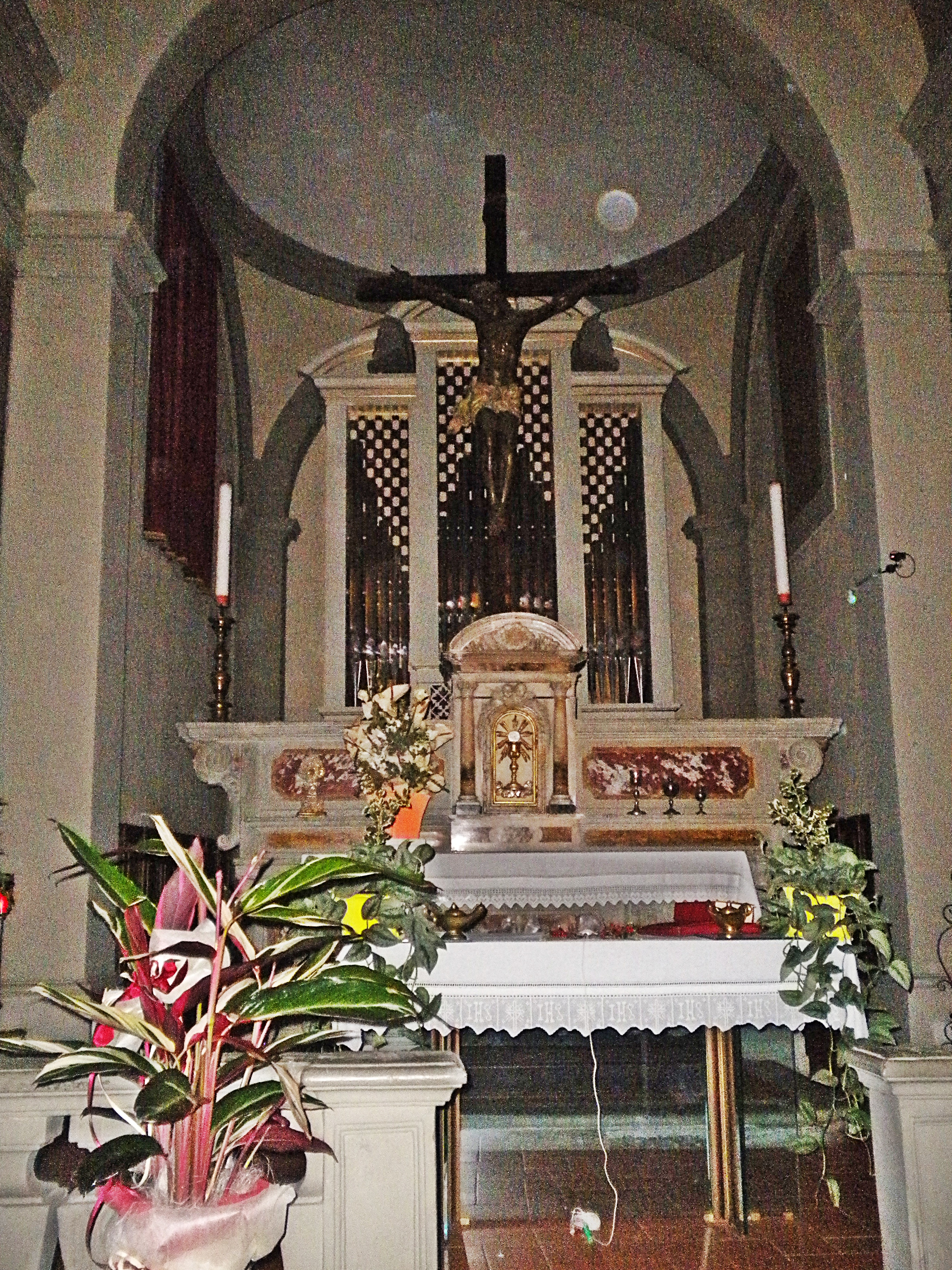
L'altare maggiore